# Ballon d'Or 1999
De Ballon d'Or 1999 was de 44e editie van de voetbalprijs georganiseerd door het Franse tijdschrift France Football. De prijs werd gewonnen door de Braziliaan Rivaldo (FC Barcelona).
De jury was samengesteld uit 51 journalisten die aangesloten waren bij de volgende verenigingen van de UEFA: Albanië, Andorra, Armenië, Azerbeidzjan, Duitsland, Oostenrijk, België, Bulgarije, Wit-Rusland, Bosnië-Herzegovina, Cyprus, Kroatië, Slovenië, Slowakije, Estland, Denemarken, Spanje, Finland, Frankrijk, Wales, Georgië, Griekenland, Hongarije, Engeland, Ierland, Noord-Ierland, Faeröer-eilanden, IJsland, Israël, Italië, Letland, Litouwen, Liechtenstein, Luxemburg, Macedonië, Malta, Moldavië, Nederland, Noorwegen, Polen, Portugal, Roemenië, Rusland, San Marino, Schotland, Tsjechië, Zweden, Zwitserland, Oekraïne, Turkije en Joegoslavië.
De resultaten van de stemming werden gepubliceerd in editie 2802 van France Football op 21 december 1999.

## Stemprocedure
Elk jurylid koos de beste vijf spelers van Europa uit een shortlist van vijftig spelers. De speler op de eerste plaats kreeg vijf punten, de tweede keus vier punten en zo verder. Op die wijze werden 765 punten verdeeld, 255 punten was het maximale aantal punten dat een speler kon behalen (in geval van een eenenvijftig koppige jury).

## Uitslag
| Plaats | Speler               | Club                                  | Stemmen | Stemmen | Stemmen | Stemmen | Stemmen | Stemmen | Punten |
| Plaats | Speler               | Club                                  | 1º      | 2º      | 3º      | 4º      | 5º      | Totaal  | Punten |
| ------ | -------------------- | ------------------------------------- | ------- | ------- | ------- | ------- | ------- | ------- | ------ |
| 1º     | Rivaldo              | FC Barcelona                          | 31      | 14      | 2       | 1       |         | 48      | 219    |
| 2º     | David Beckham        | Manchester United                     | 14      | 12      | 8       | 5       | 2       | 41      | 154    |
| 3º     | Andrij Sjevtsjenko   | Dinamo Kiev / AC Milan                |         | 7       | 6       | 4       | 10      | 27      | 64     |
| 4º     | Gabriel Batistuta    | Fiorentina                            |         | 4       | 6       | 4       | 6       | 20      | 48     |
| 5º     | Luís Figo            | Barcelona                             | 1       | 4       | 2       | 4       | 3       | 14      | 38     |
| 6º     | Roy Keane            | Manchester United                     | 1       | 3       | 5       | 1       | 2       | 12      | 36     |
| 7º     | Christian Vieri      | Lazio / Internazionale                |         | 1       | 7       | 4       |         | 12      | 33     |
| 8º     | Juan Sebastián Verón | Parma / Lazio                         |         | 1       | 2       | 10      |         | 13      | 30     |
| 9º     | Raúl                 | Real Madrid                           |         | 1       | 3       | 5       | 4       | 13      | 27     |
| 10º    | Lothar Matthäus      | Bayern München                        |         | 1       | 1       | 2       | 5       | 9       | 16     |
| 11º    | Dwight Yorke         | Manchester United                     | 1       |         |         | 4       | 1       | 6       | 14     |
| 12º    | Jaap Stam            | Manchester United                     | 1       |         | 2       |         | 2       | 5       | 13     |
| 13º    | Siniša Mihajlović    | Lazio                                 |         | 1       | 2       | 1       |         | 4       | 12     |
| 14º    | Zlatko Zahovič       | FC Porto / Olympiakos Piraeus         | 1       |         |         | 2       |         | 3       | 9      |
| 15º    | Pavel Nedvěd         | Lazio                                 | 1       |         |         | 1       | 1       | 3       | 8      |
| 16º    | Mário Jardel         | FC Porto                              |         | 1       |         |         | 3       | 4       | 7      |
| 17º    | Peter Schmeichel     | Manchester United / Sporting Lissabon |         |         | 1       |         | 3       | 4       | 6      |
| 18º    | Stefan Effenberg     | Bayern München                        |         | 1       |         |         | 1       | 2       | 5      |
| 19º    | Oliver Bierhoff      | AC Milan                              |         |         | 1       |         | 1       | 2       | 4      |
|        | Zinédine Zidane      | Juventus                              |         |         | 1       |         | 1       | 2       | 4      |
| 21º    | Mario Basler         | Bayern München / 1. FC Kaiserslautern |         |         | 1       |         |         | 1       | 3      |
|        | Ryan Giggs           | Manchester United                     |         |         | 1       |         |         | 1       | 3      |
| 23º    | Hernán Crespo        | Parma                                 |         |         |         | 1       |         | 1       | 2      |
|        | Nwankwo Kanu         | Internazionale / Arsenal              |         |         |         | 1       |         | 1       | 2      |
|        | Ronaldo              | Internazionale                        |         |         |         | 1       |         | 1       | 2      |
| 26º    | Andy Cole            | Manchester United                     |         |         |         |         | 1       | 1       | 1      |
|        | Edgar Davids         | Juventus                              |         |         |         |         | 1       | 1       | 1      |
|        | David Ginola         | Tottenham Hotspur                     |         |         |         |         | 1       | 1       | 1      |
|        | Claudio López        | Valencia                              |         |         |         |         | 1       | 1       | 1      |
|        | Roberto Carlos       | Real Madrid                           |         |         |         |         | 1       | 1       | 1      |
|        | Marcelo Salas        | Lazio                                 |         |         |         |         | 1       | 1       | 1      |

## Referentie
- Eindklassement op RSSSF

France Football:
1956 · 
1957 · 
1958 · 
1959 · 
1960 · 
1961 · 
1962 · 
1963 · 
1964 · 
1965 · 
1966 · 
1967 · 
1968 · 
1969 · 
1970 · 
1971 · 
1972 · 
1973 · 
1974 · 
1975 · 
1976 · 
1977 · 
1978 · 
1979 · 
1980 · 
1981 · 
1982 · 
1983 · 
1984 · 
1985 · 
1986 · 
1987 · 
1988 · 
1989 · 
1990 · 
1991 · 
1992 · 
1993 · 
1994 · 
1995 · 
1996 · 
1997 · 
1998 · 
1999 · 
2000 · 
2001 · 
2002 · 
2003 · 
2004 · 
2005 · 
2006 · 
2007 · 
2008 · 
2009 · 
2016 · 
2017 · 
2018 · 
2019 · 
2021 · 
2022 · 
2023 · 
2024